# علمتني الحياة
علمتني الحياة هو برنامج تلفزيوني فكري في قناة الرسالة أذاعه الداعية الإسلامي والمدرّب القيادي الكويتي طارق السويدان في رمضان 2009.

## علمتني الحياة 2
هو الموسم الثاني من برنامج علمتني الحياة أذيع في رمضان 2010..

## وصلات خارجية
- الموقع الرسمي لطارق السويدان
- الموقع الرسمي لقناة الرسالة